# Гадар (Небраска)
Гадар (англ. Hadar) — селище (англ. village) в США, в окрузі Пієрс штату Небраска. Населення — 280 осіб (2020).

## Географія
Гадар розташований за координатами 42°6′26″ пн. ш. 97°27′3″ зх. д. / 42.10722° пн. ш. 97.45083° зх. д. (42.107221, -97.450972).  За даними Бюро перепису населення США в 2010 році селище мало площу 1,03 км², уся площа — суходіл.

## Демографія
Згідно з переписом 2010 року, у селищі мешкали 293 особи в 113 домогосподарствах у складі 87 родин. Густота населення становила 286 осіб/км².  Було 120 помешкань (117/км²).
Расовий склад населення:
| - 97,6 % — білих - 0,3 % — чорних або афроамериканців - 0,3 % — азіатів |

До двох чи більше рас належало 1,0 %. Частка іспаномовних становила 1,7 % від усіх жителів.
За віковим діапазоном населення розподілялося таким чином: 25,6 % — особи молодші 18 років, 61,1 % — особи у віці 18—64 років, 13,3 % — особи у віці 65 років та старші. Медіана віку мешканця становила 41,2 року. На 100 осіб жіночої статі у селищі припадало 100,7 чоловіків;  на 100 жінок у віці від 18 років та старших — 92,9 чоловіків також старших 18 років.
Середній дохід на одне домашнє господарство  становив 70 183 долари США (медіана — 72 750), а середній дохід на одну сім'ю — 80 075 доларів (медіана — 80 500). Медіана доходів становила 51 458 доларів для чоловіків та 34 167 доларів для жінок. За межею бідності перебувало 1,0 % осіб, у тому числі 0,0 % дітей у віці до 18 років та 4,5 % осіб у віці 65 років та старших.
Цивільне працевлаштоване населення становило 177 осіб. Основні галузі зайнятості: освіта, охорона здоров'я та соціальна допомога — 24,3 %, виробництво — 19,8 %, роздрібна торгівля — 11,3 %, оптова торгівля — 5,6 %.